# HelloFresh
Die HelloFresh SE ist ein 2011 gegründetes europäisches Unternehmen mit Sitz in Berlin. HelloFresh bietet sogenannte „Kochboxen“ für Verbraucher an: Pakete mit vorbereiteten Zutaten und einem Rezept, die im Abonnement erhältlich sind.

## Geschichte
HelloFresh wurde im Jahr 2011 von Dominik Richter, Jessica Nilsson und Thomas Griesel sowie unter finanzieller Beteiligung von Rocket Internet in Berlin gegründet. Ende 2012 beteiligte sich zudem die Vorwerk-Gruppe an dem Start-up-Unternehmen. Im Jahr 2013 beteiligten sich Phenomen Ventures und weitere Investoren mit 7,5 Millionen US-Dollar. Mitte 2014 erhielt HelloFresh erneut Venture Capital in Höhe von 50 Mio. US-Dollar und konnte somit seine Gesamtfinanzierung auf 70 Mio. US-Dollar erhöhen. Anfang 2015 erwarb Rocket Internet weitere Unternehmensanteile in Höhe von rund 130 Mio. Euro und ist seither Mehrheitsgesellschafter von HelloFresh. Im Jahr 2014 verzeichnete das Unternehmen nach Informationen der Berliner Morgenpost einen Umsatzzuwachs um 380 % auf 70,1 Mio. Euro, bei einem Verlust von 11,9 Mio. Euro. Laut eigenen Angaben des Unternehmens waren es 69,6 Mio. Euro Umsatz und 15,4 Mio. Euro Verlust.

Logo von 2016 bis 2020

Nach einer weiteren Kapitalerhöhung im September 2015 stieg der geschätzte Wert des Unternehmens auf 2,6 Mrd. Euro. Der ursprünglich noch für 2015 geplante Börsengang von HelloFresh wurde auf unbestimmte Zeit verschoben.
Im Geschäftsjahr 2015 stieg der Unternehmensumsatz um 338 % auf 305 Mio. Euro so wie der Verlust um 660 % auf 117 Mio. Euro. Dabei lieferte HelloFresh monatlich mehrere Millionen Mahlzeiten in sieben Ländern (Deutschland, USA, Großbritannien, Niederlande, Belgien, Österreich, Australien) und beschäftigte rund 800 Mitarbeiter.
Seit April 2016 sind die Kochboxen auch in der Schweiz verfügbar.
Nachdem der für 2015 geplante Börsengang nicht zustande gekommen war, gelang der Schritt auf den Kapitalmarkt zwei Jahre darauf: Seit dem 2. November 2017 wird die HelloFresh-Aktie im Frankfurter Prime Standard gehandelt und war seit März 2020 im Aktienindex MDAX enthalten. Bei einem Ausgabepreis von 10,25 Euro je Aktie wurde das Unternehmen mit rund 1,7 Milliarden Euro bewertet.
Im Frühjahr 2018 verkaufte Vorwerk sämtliche an HelloFresh gehaltenen Anteile. Hauptaktionär wurde das Beteiligungsunternehmen Rocket Internet.
Im Januar 2019 hatte Rocket Internet seine Beteiligung an HelloFresh von 48 % auf unter 30 % gesenkt. Im Mai 2019 gab Rocket Internet bekannt, seine Anteile zu verkaufen. Im gleichen Monat verkaufte Rocket Internet seine gesamten Anteile im Wert von 373 Millionen Euro.
Im zweiten Quartal 2019 konnte erstmals ein bereinigter Vorsteuer-Gewinn von 18,3 Mio. € erwirtschaftet werden und auch das dritte Quartal 2019 verlief positiv.
Zum 20. September 2021 wurde das Unternehmen, im Zuge einer Indexreform, in den DAX aufgenommen. Am 19. September 2022 wechselte es in den MDAX.

## Unternehmensprofil

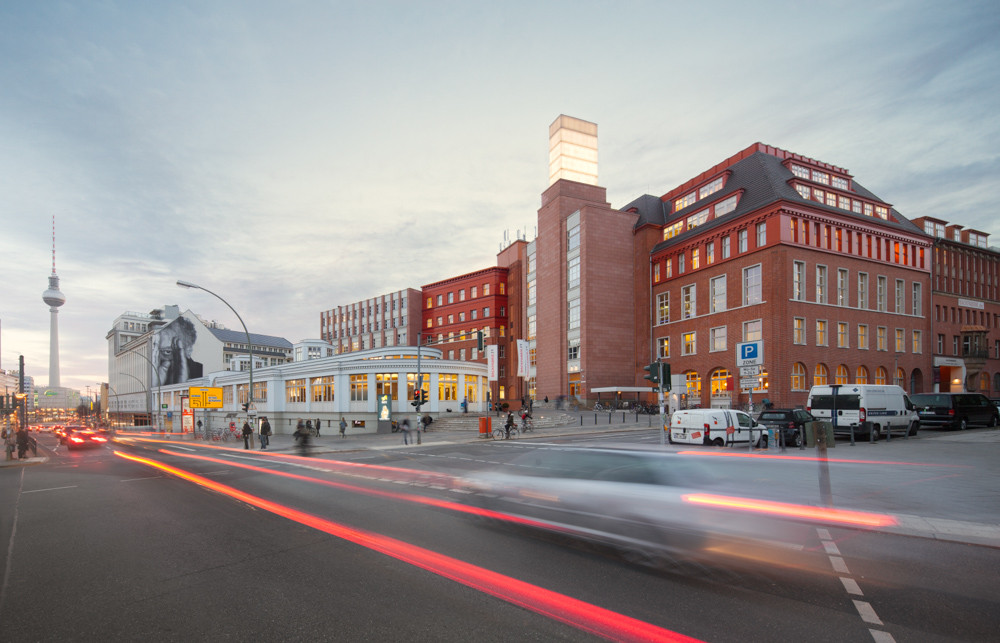
Ehemaliger Firmensitz von HelloFresh in Berlin (bis 09/2021)

### Führung
Vorstand
- Dominik Richter, CEO
- Thomas Griesel, CEO
- Christian Gärtner, CFO
- Edward Boyes, Chief Commercial Officer

Aufsichtsrat
- John H. Rittenhouse, Vorsitzender
- Ursula Radeke-Pietsch, stv. Vorsitzende
- Derek Zissman
- Susanne Schröter-Crossan

Arbeitnehmervertreter befinden sich nicht im Aufsichtsrat.

### Geschäftszahlen

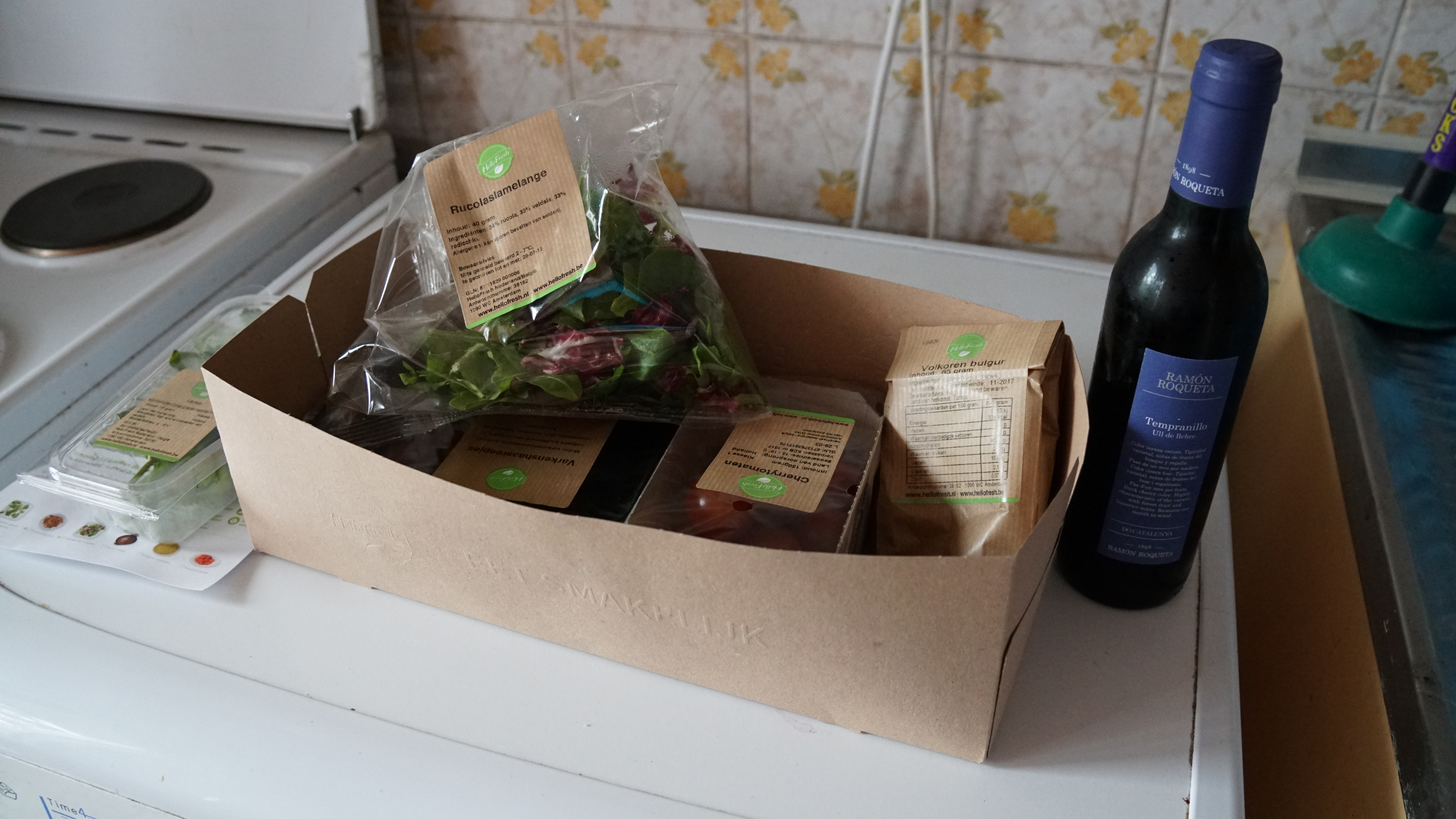
„HelloFresh Box“

| Jahr | Umsatz (Mio. €) | Mitarbeiter (Jahresende) | Ergebnis v.St. (Mio. €) |
| ---- | --------------- | ------------------------ | ----------------------- |
| 2014 | 67              | 118                      |                         |
| 2015 | 305             | 525                      |                         |
| 2016 | 597             | 1.331                    | −94,1                   |
| 2017 | 905             | 2.715                    | −95,1                   |
| 2018 | 1.300           | 4.276                    | −78,6                   |
| 2019 | 1.809           | 4.477                    | −3,3                    |
| 2020 | 3.750           | 6.432                    | 408,9                   |
| 2021 | 5.993           | 14.635                   | 395,4                   |
| 2022 | 7.607           | 19.922                   | 200,0                   |
| 2023 | 7.597           | 19.012                   | 73,3                    |
| 2024 | 7.661           | 21.783                   | −179,4                  |

### Produkte

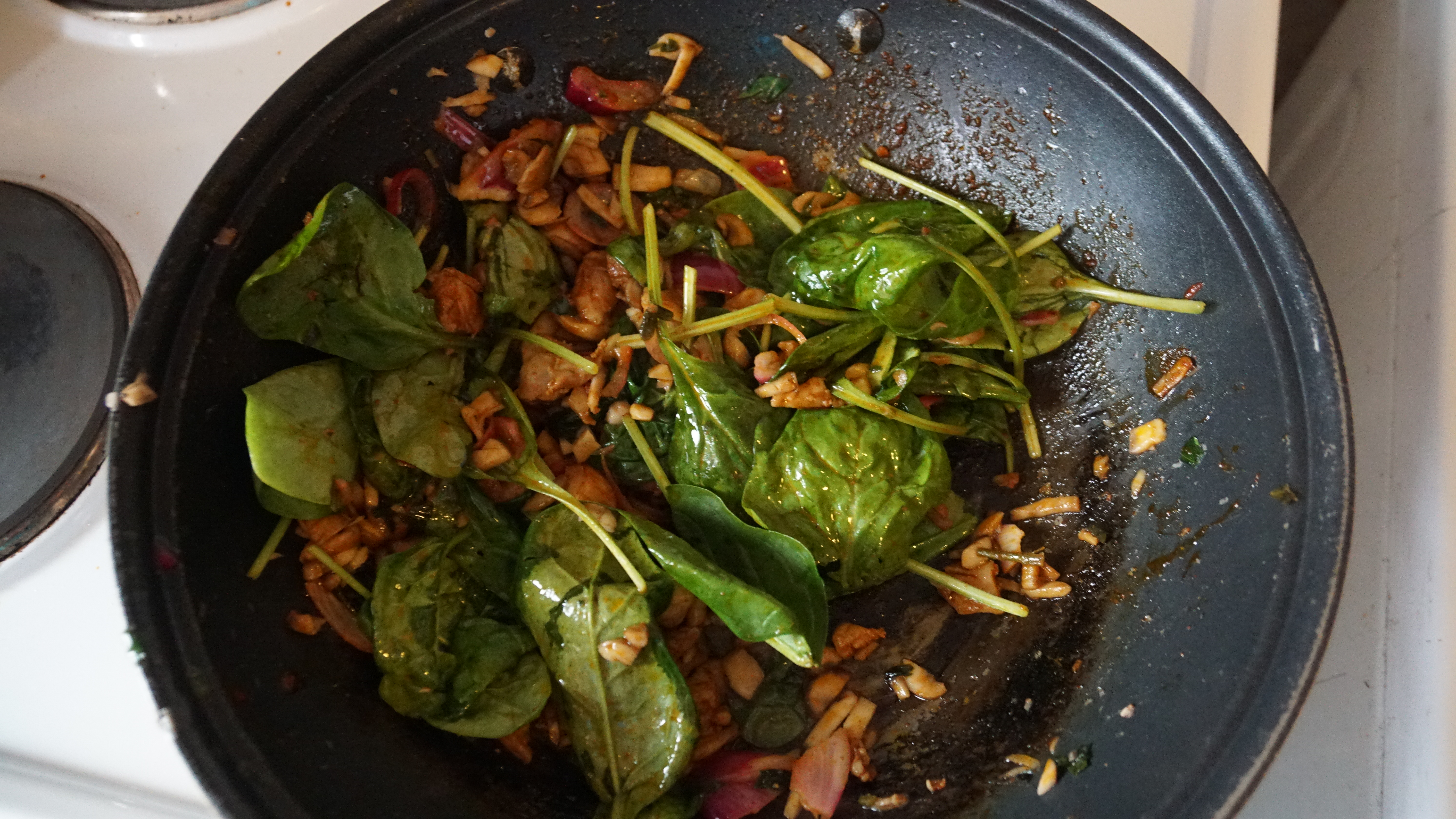
Ein mit HelloFresh-Zutaten zubereitetes Gericht

HelloFresh ist in Deutschland, nach Unternehmensangaben auch weltweit, der größte Lieferdienst für Lebensmittel nach Rezept. Das Unternehmen entwickelt Kochrezepte und stellt dazu passende Lebensmittel zusammen, mit denen sich die Rezepte nachkochen lassen. Diese Pakete nennt das Unternehmen Kochbox. Verbraucher können die Kochbox im Abonnement bestellen und erhalten einmal wöchentlich die aktuelle Lieferung. Viele Rezepte zurückliegender Lieferungen stellt HelloFresh auf der eigenen Internetseite kostenlos zur Verfügung; sie können also auch mit anderweitig erworbenen Zutaten gekocht oder als Inspiration genutzt werden.
Ein unabhängiger Produkttest der Verbraucherzentrale Berlin hat ein positives Qualitätsurteil zu den Rezepten und gelieferten Lebensmitteln ergeben.
HelloFresh bewarb seine Produkte mit dem britischen Fernsehkoch Jamie Oliver. Laut Unternehmensdarstellung wurde jeweils ein Rezept jeder Kochbox von Jamie Oliver entworfen. Inzwischen gibt es allerdings keine festen Kochboxen mehr.
Daneben werden mit HelloFresh Go auch fertig zubereitete Gerichte und Snacks am Automaten angeboten.

## Kritik
Im Oktober 2021 berichten Medien, HelloFresh versuche in den USA, eine Gewerkschaftsinitiative zu verhindern. In Kalifornien und Colorado wollten sich mehr als 1300 Mitarbeiter für bessere Arbeitsbedingungen und höhere Löhne einsetzen und sich gewerkschaftlich organisieren. Mithilfe von Unite here, einer Gewerkschaft in den USA und Kanada für den Gastronomie- und Service-Bereich, plante die Belegschaft, eine Arbeitnehmervertretung zu wählen. Bekannt wurde, dass sich zwei Mitarbeiter aufgrund mangelnder Sicherheitsvorkehrungen schwere Verletzungen zuzogen. Das Magazin Vice berichtete, dass Toilettenpausen mit Zeitschaltuhren kontrolliert würden. Bei gesetzlich vorgeschriebenen Pflichtversammlungen der Beschäftigten sprächen vom Unternehmen bezahlte anti-gewerkschaftliche Berater.
Ab Sommer 2022 wurde in den Medien über Vorwürfe berichtet, HelloFresh versuche die Gründung eines Betriebsrates in Deutschland zu verhindern und erschwere Gewerkschaftern die Arbeit.
Die Tierschutzorganisation PETA kritisiert HelloFresh, dass dem Unternehmen seit Jahren der zügellose Einsatz von Affenarbeit in der Kokosnussindustrie Thailands bekannt sei. Filmaufnahmen bei Kokosmilchlieferanten von HelloFresh belegten sklavenähnliche Arbeiten angeketteter Affen. HelloFresh betonte gegenüber dem Sender CBS, dass seine Verträge mit Kokosmilchlieferanten diese Tierquälereien untersagen.
Die Deutsche Umwelthilfe wirft dem Unternehmen Greenwashing vor und reichte im Mai 2023 eine Klage wegen Verbrauchertäuschung ein, da das Unternehmen mit angeblicher Klimaneutralität werbe. Das Landgericht Berlin gab der DUH in seiner Entscheidung vom Oktober 2023 (Aktenzeichen: 102 O 15/23) Recht.